# Фармер (Південна Дакота)
Фармер (англ. Farmer) — місто (англ. town) в США, в окрузі Генсон штату Південна Дакота. Населення — 15 осіб (2020).

## Географія
Фармер розташований за координатами 43°43′31″ пн. ш. 97°41′21″ зх. д. / 43.72528° пн. ш. 97.68917° зх. д. (43.725301, -97.689050).  За даними Бюро перепису населення США в 2010 році місто мало площу 0,22 км², уся площа — суходіл.

## Демографія
Згідно з переписом 2010 року, у місті мешкало 10 осіб у 4 домогосподарствах у складі 3 родин. Густота населення становила 47 осіб/км².  Було 9 помешкань (42/км²).
Расовий склад населення:
| - 100,0 % — білих |

До двох чи більше рас належало 0,0 %. Частка іспаномовних становила 0,0 % від усіх жителів.
За віковим діапазоном населення розподілялося таким чином: 30,0 % — особи молодші 18 років, 50,0 % — особи у віці 18—64 років, 20,0 % — особи у віці 65 років та старші. Медіана віку мешканця становила 46,0 року. На 100 осіб жіночої статі у місті припадало 100,0 чоловіків;  на 100 жінок у віці від 18 років та старших — 133,3 чоловіків також старших 18 років.
Цивільне працевлаштоване населення становило 0 осіб. 